# Stichopogon elegantulus
Stichopogon elegantulus là một loài ruồi trong họ Asilidae. Stichopogon elegantulus được Wiedemann miêu tả năm 1820.